# Gilberto D'Ignazio Pulpito
Gilberto D'Ignazio Pulpito (Putignano, 12 dicembre 1968) è un allenatore di calcio ed ex calciatore italiano, di ruolo difensore.

## Carriera
Crebbe nel Taranto in Serie B, esordendo nel campionato 1986-1987, con 2 presenze ed una rete. Dopo una sola presenza nella stagione successiva, solo dal 1988-1989 giocò con più frequenza. Seguì le sorti della squadra anche con la retrocessione in Serie C1 e l'immediata promozione fra i cadetti. Rimase in Puglia fino al 1992 collezionando in totale 103 partite di campionato.
Trasferitosi al L.R. Vicenza in C1, guadagnò subito la promozione in B, diventando una delle colonne della squadra biancorossa. Esordì in Serie A nella stagione 1995-1996, durante la quale soffrì di un grave infortunio che lo tenne a lungo lontano dai campi da gioco.
Tornato a giocare, riconquistò anche la maglia di titolare, alternandosi talvolta con il tornante Massimo Beghetto, vincendo con il Vicenza la Coppa Italia del 1997.
L'anno successivo passò all'Udinese, ma la sua avventura friuliana non fu delle migliori, disputò solo 6 partite nel primo anno, nel 1998-1999 finì in prestito alla Lucchese in B, con cui disputò 15 partite. Rientrato ad Udine, non scese mai in campo nel 1999-2000.
Nel 2000 fu ingaggiato dall'Ancona, dove disputò solo poche gare. Chiuse la carriera in Serie C1 con il Taranto, con altre due stagioni con pochissime presenze.
Nell'agosto 2006 torna in campo per vestire la maglia del Real Squinzano e poi del Castellaneta nel campionato di Promozione Pugliese Girone B.
Nell'estate 2009 viene ingaggiato dalla Stella Jonica Carosino.
Nell'agosto 2010 diventa l'allenatore dei Giovanissimi Nazionali del Taranto Calcio.
Nell'agosto 2012 diventa vice-allenatore della prima squadra del Taranto Football Club 1927, ruolo che manterrà fino alla fine della stagione 2014. Diventa quindi responsabile dell'area tecnica di una scuola calcio del tarantino, l'ASD Dribbling Accademy.

## Palmarès

### Giocatore

#### Competizioni nazionali
- Serie C1: 1

Taranto: 1989-1990
- Coppa Italia: 1

Vicenza: 1996-1997